# Daniel Mariano Bueno
Daniel Mariano Bueno (* 15. Dezember 1983 in São Paulo) ist ein ehemaliger brasilianischer Fußballspieler.

## Karriere
Bueno spielte in seiner brasilianischen Heimat für den AD São Caetano. 2004 wechselte er zum japanischen Zweitligisten Ōmiya Ardija. 2005 kehrte er nach Brasilien zurück. Hier spielte er bis 2007 für EC Santo André, EC Noroeste und CA Sorocaba. 2007 wechselte er nach Europa. Hier unterschrieb er einen Vertrag beim tschechischen SK Sigma Olmütz. 2008 wechselte er zum maltesischen Tarxien Rainbows. Als er auch in der Maltese Premier League 2008/09 mit 23 Toren Zweiter in der Torschützenliste. 2009 wechselte er zum polnischen Odra Wodzisław Śląski. Am Ende der Ekstraklasa 2009/10 stieg der Verein in die zweite Liga ab. 2010 kehrte er zu Tarxien Rainbows zurück. Für den Verein bestritt er 90 Erstligaspiele und schoss dabei 46 Tore. 2014 wechselte er zu FC Mosta. 2015 kehrte er nach Brasilien zurück und unterschrieb einen Vertrag bei EC XV de Novembro. Danach spielte er bei Bangu AC, Náutico Capibaribe und AA Portuguesa (SP).